# 小口鱊
小口鱊（学名：Acheilognathus coreanus）為輻鰭魚綱鯉形目鱊科鱊屬的一種，為溫帶淡水魚，分布於韓國及日本的淡水流域，本魚體呈橢圓形且側扁，體高度較高，吻突出，有一對很短的觸鬚，頭部後方有一小塊深褐色斑點，鰓蓋後端上方有一個略小於眼睛大小的深藍色斑點。體側中部有一條藍色帶，從背鰭起點，一直延伸至尾柄。側線完整，中間稍微向下彎曲，體被圓鱗，體背側呈藍棕色，腹側呈銀白色。背鰭和臀鰭有兩條淺色條紋和兩條黑色條紋交替出現。繁殖期時，雄魚身體兩側變成藍綠色，眼睛、鰓蓋、腹鰭、背鰭、臀鰭、尾鰭變成鮮紅色，體長可達10公分，棲息在植物生長茂密的底中層水域，繁殖期時雌魚會將卵產在貽貝中，幼魚孵化而且停留在貝殼內中，直到它們能游泳。

## 扩展阅读
維基物種上的相關：小口鱊